# São Miguel de Carreiras
São Miguel de Carreiras é uma localidade portuguesa do Município de Vila Verde que foi sede da extinta Freguesia de São Miguel de Carreiras, freguesia que tinha 1,85 km² de área e 553 habitantes (2011), e, por isso, uma densidade populacional de 298,9 hab/km².
A Freguesia de São Miguel de Carreiras foi uma freguesia extinta (agregada) em 2013, no âmbito de uma reforma administrativa nacional, para, em conjunto com a Freguesia de Santiago de Carreiras, formar uma nova freguesia denominada União das Freguesias de Carreiras (São Miguel) e Carreiras (Santiago).

## História

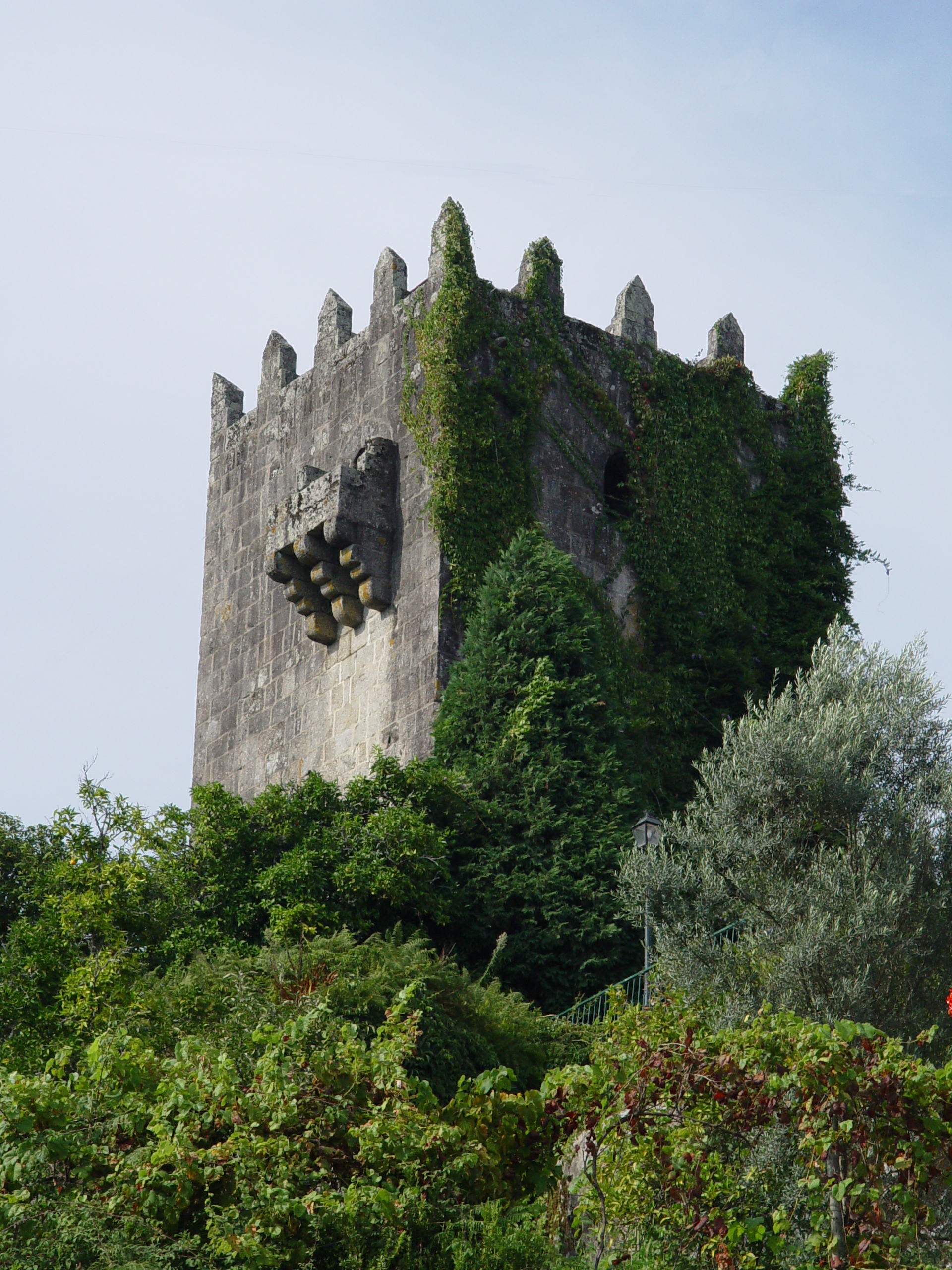
Torre de Penegate

Pertenceu ao extinto concelho de Vila Chã e quando este foi extinto por decreto de 24 de Outubro de 1855 passou para o concelho (atual município) de Vila Verde.

## Património
- Torre de Penegate ou Torre de D. Egas Pais
- Capela Nossa Senhora da Penha
- Igreja Paroquial de São Miguel de Carreiras

## Lugares
Lugares da Freguesia de São Miguel de Carreiras: Bouça, Cachada, Campo de Além, Cruzeiro, Eirado, Esmeriz, Estrada, Godinho, Fonte Branca, Monte Maior, Outeiro, Quinta, Rio, Rola, Sub-outeiro e Torre.

## População
| População da freguesia de Carreiras (São Miguel) | População da freguesia de Carreiras (São Miguel) | População da freguesia de Carreiras (São Miguel) | População da freguesia de Carreiras (São Miguel) | População da freguesia de Carreiras (São Miguel) | População da freguesia de Carreiras (São Miguel) | População da freguesia de Carreiras (São Miguel) | População da freguesia de Carreiras (São Miguel) | População da freguesia de Carreiras (São Miguel) | População da freguesia de Carreiras (São Miguel) | População da freguesia de Carreiras (São Miguel) | População da freguesia de Carreiras (São Miguel) | População da freguesia de Carreiras (São Miguel) | População da freguesia de Carreiras (São Miguel) | População da freguesia de Carreiras (São Miguel) |
| ------------------------------------------------ | ------------------------------------------------ | ------------------------------------------------ | ------------------------------------------------ | ------------------------------------------------ | ------------------------------------------------ | ------------------------------------------------ | ------------------------------------------------ | ------------------------------------------------ | ------------------------------------------------ | ------------------------------------------------ | ------------------------------------------------ | ------------------------------------------------ | ------------------------------------------------ | ------------------------------------------------ |
| 1864                                             | 1878                                             | 1890                                             | 1900                                             | 1911                                             | 1920                                             | 1930                                             | 1940                                             | 1950                                             | 1960                                             | 1970                                             | 1981                                             | 1991                                             | 2001                                             | 2011                                             |
| 384                                              | 348                                              | 368                                              | 432                                              | 407                                              | 417                                              | 420                                              | 497                                              | 558                                              | 552                                              | 520                                              | 544                                              | 598                                              | 623                                              | 553                                              |